# NGC 6339
NGC 6339 é uma galáxia espiral barrada (SBcd) localizada na direcção da constelação de Hercules. Possui uma declinação de +40° 50' 42" e uma ascensão recta de 17 horas, 17 minutos e 06,6 segundos.
A galáxia NGC 6339 foi descoberta em 21 de Abril de 1887 por Lewis A. Swift.